# Das Fischkind
Das Fischkind (Originaltitel: El niño pez) ist ein argentinisches Filmdrama aus dem Jahr 2009 von der Regisseurin Lucía Puenzo mit Inés Efron und Mariela „Emme“ Vitale in den Hauptrollen.

## Handlung
Ailín, auch „La Guayi“ genannt, arbeitet seit sieben Jahren als Hausangestellte für die wohlhabende Familie eines Richters in Argentinien. Sie war im Alter von 13 Jahren aus ihrem paraguayischen Heimatdorf geflohen. Zwischen Ailín und Lala, der gleichaltrigen Tochter der Familie, entsteht eine Liebesbeziehung, während Lalas Vater Ailín sexuell missbraucht. Bald planen die Mädchen eine gemeinsame Flucht. Zu diesem Zweck stehlen sie ein Gemälde und mehrere Schmuckgegenstände aus dem Haus der Familie, die sie einem Untergrundhändler namens „der Baske“ geben, damit dieser sie an seine zwielichtigen Kontakte verkauft. Von dem Geld wollen sie sich ein Haus nahe dem See im Heimatdorf von Ailín kaufen.
Eines Tages überrascht Lala ihren Vater beim Geschlechtsverkehr mit Ailín. Ailín erklärt Lala daraufhin, dass sie es Leid sei und das Haus des Richters für immer verlassen werde. Lala ist verzweifelt und beschließt, Selbstmord zu begehen. Sie löst ein Medikament in einem Glas Milch auf, als ihr Vater die Küche betritt und sie bittet, ihm ebenfalls ein Glas zu füllen. Ihr Vater trinkt die vergiftete Milch, während Lala schweigend zuschaut.
Lala geht nach Paraguay, wo sie Ailíns Vater kennenlernt, der in seinem Land ein bekannter Telenovela-Schauspieler und Sänger ist. Beim Schwimmen im See erscheint ihr das seltsame Fischkind, von dem ihr Ailín erzählt hatte. Aus der Zeitung erfährt sie, dass Ailín festgenommen wurde, weil sie verdächtigt wird, Lalas Vater ermordet zu haben. Sie erfährt auch den Grund, warum Ailín aus ihrem Dorf geflüchtet war: sie war schwanger von ihrem eigenen Vater. Mit diesem Wissen kehrt Lala nach Argentinien zurück. Lala besucht Ailín in der Jugendstrafanstalt. Lala sagt ihr, dass sie sich der Polizei stellen will, aber Ailín entgegnet, dass sie sich auch dann weiter die Schuld geben werde. Außerdem sei sie davon überzeugt, dass die Polizei sie als armes Mädchen viel eher als Mörderin sehe, als das bei Lala aus der Oberschicht der Fall sei.
Im Nachhinein rekapituliert Lala ein Detail des Gesprächs mit Ailín. Diese hatte erzählt, dass sie das verkaufte Gemälde gesehen habe und sich fragte, wie das möglich sein konnte. Lala fragt beim Basken nach, wem er das Bild verkauft habe. Dieser sagt ihr, dass er es an einen korrupten Kommissar verkauft habe, für den er Kampfhunde trainiert habe. Lala erfährt, dass Ailín über den Kommissar zur Prostitution gezwungen wird. Am selben Abend geht Lala mit dem Basken zum Kommissar, und sie befreien Ailín nach einem Schusswechsel mit Hilfe der Hunde. Später erzählt Ailín Lala die gesamte Geschichte vom Fischkind und davon, wie sie ihr sterbendes Kind ins Wasser geworfen hat, damit es von der Gottheit des Sees beschützt wird. Schließlich fliehen beide zusammen nach Paraguay.

## Kritik
Sylvie Pommerenke lobte den Film auf kino-zeit.de für seinen Abstand zur Buchvorlage der Regisseurin. Der Film sei durch ganz andere Aspekte interessant geworden. „Das Fischkind beeindruckt gerade durch diese episodenhafte Erzählweise, durch die bleierne Schwere, die mit wunderschönen Bildern konträr nachgezeichnet wird und vor allem durch die schauspielerische Leistung von Inés Efrón in der Rolle der Lala.“

## Auszeichnungen
- 2009: Premio Especial del Jurado (Spezialpreis der Jury) beim Festival de Málaga in Spanien[3]